# Bunurong
Los Boonwurrung (también conocidos como Bunurong o Bunwurrung) son un pueblo indígena australiano perteneciente a la Nación Kulin, localizada en el sureste de Victoria, Australia. Su territorio tradicional incluye la región de la bahía de Port Phillip, la península de Mornington, Western Port y algunas partes de la costa de Bass Strait.

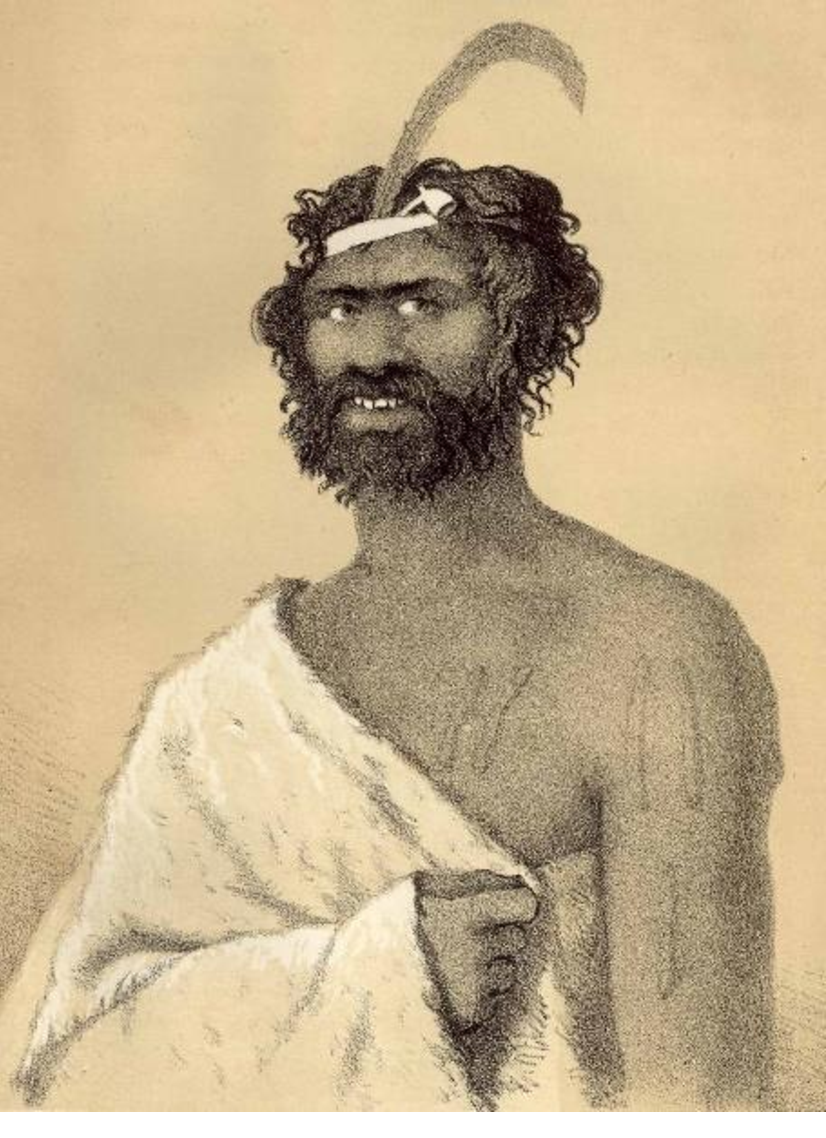
Yonki Yonka, un hombre Boonwurrung.

## Territorio y cultura
Los Boonwurrung ocupaban un extenso territorio que abarcaba la costa y las tierras alrededor de lo que hoy es Melbourne y áreas costeras al sur. Esta región rica en recursos naturales les permitía llevar una vida de cazadores y recolectores, basada en la pesca y la recolección de plantas y mariscos, además de la caza de canguros y otros animales locales.
Para los Boonwurrung, la tierra es sagrada y está conectada con sus ancestros y espíritus. Su cultura y modo de vida se caracterizan por una fuerte espiritualidad y un respeto profundo por el medio ambiente. Creen que los seres espirituales y los ancestros crearon la tierra y todas las formas de vida, y que es deber de las personas cuidar y respetar estas creaciones.

## Idioma
El idioma Boonwurrung pertenece a la familia lingüística Kulin, compartida por otros pueblos de la nación Kulin en la región de Victoria. Aunque el idioma estuvo en riesgo de desaparecer tras la colonización, actualmente existen esfuerzos para revitalizarlo y asegurar su transmisión a futuras generaciones.

## Impacto de la colonización
Con la llegada de los colonizadores europeos en el siglo XIX, los Boonwurrung enfrentaron una serie de desafíos que amenazaron su existencia y su forma de vida. La colonización provocó la pérdida de sus tierras, la introducción de enfermedades y un declive en su población. Además, fueron sujetos a políticas de asimilación que buscaron debilitar su cultura y tradiciones.

## Revitalización cultural
A pesar de las dificultades, los Boonwurrung han trabajado activamente para revitalizar su cultura, lengua y tradiciones. Hoy en día, los descendientes de los Boonwurrung participan en esfuerzos de reconocimiento y recuperación de sus tierras tradicionales y en la preservación de su herencia cultural. La comunidad Boonwurrung también colabora con otras naciones indígenas de Australia para promover el respeto y la protección de las culturas y derechos indígenas en el país.

## Reconocimiento moderno
Actualmente, el pueblo Boonwurrung es reconocido como una de las primeras naciones de Australia y sus derechos sobre sus tierras ancestrales son cada vez más reconocidos en proyectos y acuerdos territoriales en Victoria. Participan activamente en iniciativas que promueven la inclusión cultural, la educación y el respeto por el medio ambiente.